# ペイジ・ヴァンザント
ペイジ・ヴァンザント（Paige VanZant、1994年3月26日 - ）は、アメリカ合衆国の女性総合格闘家。オレゴン州デイトン出身。チーム・アルファメール所属。

## 来歴
両親がダンススタジオを経営しており、ヴァンザントは幼少の頃からバレエ、ジャズダンス、ヒップホップなど様々なダンスを習っていた。ニックネームの12ゲージはヴァンザントの趣味が射撃競技や狩猟のため、散弾銃の口径をあらわす単位のゲージから父親が付けた。ナイキやコロンビア・スポーツウェアのモデルとして活動していたことがある。
家族でネバダ州へ引越した時に、ヴァンザントがダンスを習うためのスタジオを探していたところ、ケン・シャムロックのジムを偶然見つけて、総合格闘技とボクシングを始めた。
2012年4月13日、18歳でアマチュアデビュー、勝利を収めた。
2012年6月30日、プロデビュー戦で勝利を収めた。
2013年1月5日、Invicta FC 4でティーシャ・トーレスと対戦し、判定負けを喫した。

### UFC
2014年11月22日、UFCデビュー戦となったUFC Fight Night: Edgar vs. Swansonで、ケイリン・カランと対戦し、パウンドで3RTKO勝ち。ファイト・オブ・ザ・ナイトを受賞した。
2015年2月10日、リーボックとスポンサー契約を結んだ。
2015年4月18日、UFC on FOX 15で女子ストロー級ランキング9位のフェリス・ヘリッグと対戦し、3-0の判定勝ち。
2015年9月5日、UFC 191でアレックス・チェンバースと対戦し、腕ひしぎ十字固めで3R一本勝ち。
2015年12月10日、UFC Fight Night: Namajunas vs. VanZantで女子ストロー級ランキング3位のローズ・ナマユナスと対戦し、リアネイキドチョークで5R一本負け。
2016年8月27日、UFC on FOX 21でベック・ローリングスと対戦し、二段蹴りからのパウンドで2RKO勝ち。パフォーマンス・オブ・ザ・ナイトを受賞した。
2016年12月17日、UFC on FOX 22で女子ストロー級ランキング11位のミシェル・ウォーターソンと対戦し、リアネイキドチョークで1R一本負け。
2018年1月14日、フライ級転向初戦となったUFC Fight Night: Stephens vs. Choiで女子フライ級ランキング10位のジェシカ＝ローズ・クラークと対戦し、0-3の判定負け。
2019年1月19日、UFC Fight Night: Cejudo vs. Dillashawでレイチェル・オストビッチと対戦し、腕ひしぎ十字固めで2R一本勝ち。
2020年7月11日、UFC 251でアマンダ・ヒバスと対戦し、腕ひしぎ十字固めで1R一本負け。この試合を最後にUFCから離脱した。

### BKFC
2021年2月5日、ベアナックル・ボクシング団体のBKFC初参戦となったBKFC: KnuckleManiaでブリテン・ハートと対戦し、0-3の5R判定負け。
2021年7月23日、BKFC 19でレイチェル・オストビッチと対戦し、0-3の5R判定負け。

## 人物・エピソード
- 同じく総合格闘家のオースティン・ヴァンダーフォードと結婚している。

## 戦績
| 総合格闘技 戦績 | 総合格闘技 戦績 | 総合格闘技 戦績 | 総合格闘技 戦績 | 総合格闘技 戦績 | 総合格闘技 戦績 | 総合格闘技 戦績 |
| --------------- | --------------- | --------------- | --------------- | --------------- | --------------- | --------------- |
| 13 試合         | (T)KO           | 一本            | 判定            | その他          | 引き分け        | 無効試合        |
| 8 勝            | 2               | 3               | 3               | 0               | 0               | 0               |
| 5 敗            | 0               | 3               | 2               | 0               | 0               | 0               |

| 勝敗 | 対戦相手                       | 試合結果                        | 大会名                                  | 開催年月日     |
| ×    | アマンダ・ヒバス               | 1R 2:21 腕ひしぎ十字固め        | UFC 251: Usman vs. Masvidal             | 2020年7月11日  |
| ○    | レイチェル・オストビッチ       | 2R 1:50 腕ひしぎ十字固め        | UFC Fight Night: Cejudo vs. Dillashaw   | 2019年1月19日  |
| ×    | ジェシカ＝ローズ・クラーク     | 5分3R終了 判定0-3               | UFC Fight Night: Stephens vs. Choi      | 2018年1月14日  |
| ×    | ミシェル・ウォーターソン       | 1R 3:21（リアネイキドチョーク） | UFC on FOX 22: VanZant vs. Waterson     | 2016年12月17日 |
| ○    | ベック・ローリングス           | 2R 0:17 KO（二段蹴り→パウンド） | UFC on FOX 21: Maia vs. Condit          | 2016年8月27日  |
| ×    | ローズ・ナマユナス             | 5R 2:25 リアネイキドチョーク    | UFC Fight Night: Namajunas vs. VanZant  | 2015年12月10日 |
| ○    | アレックス・チェンバース       | 3R 1:01 腕ひしぎ十字固め        | UFC 191: Johnson vs. Dodson 2           | 2015年9月5日   |
| ○    | フェリス・ヘリッグ             | 5分3R終了 判定3-0               | UFC on FOX 15: Machida vs. Rockhold     | 2015年4月18日  |
| ○    | ケイリン・カラン               | 3R 2:54 TKO（パウンド）         | UFC Fight Night: Edgar vs. Swanson      | 2014年11月22日 |
| ○    | コートニー・ハイムズ           | 1R 2:21 リアネイキッドチョーク  | Cage Warriors 15                        | 2013年4月6日   |
| ×    | ティーシャ・トーレス           | 5分3R終了 判定0-3               | Invicta FC 4: Esparza vs. Hyatt         | 2013年1月5日   |
| ○    | アンバー・スタウツェンバーガー | 5分3R終了 判定3-0               | Premier Fight Series 2                  | 2012年9月22日  |
| ○    | ヨルダン・ニコル・ガザ         | 5分3R終了 判定3-0               | UWF： Tournament of The Warriors Finale | 2012年6月30日  |

### ベアナックル・ボクシング
| 戦           | 日付          | 勝敗 | 時間  | 内容    | 対戦相手                 | 国籍           | 備考               |
| ------------ | ------------- | ---- | ----- | ------- | ------------------------ | -------------- | ------------------ |
| 2            | 2021年7月23日 | 敗北 | 2分5R | 判定0-3 | レイチェル・オストビッチ | アメリカ合衆国 | BKFC 19            |
| 1            | 2021年2月5日  | 敗北 | 2分5R | 判定0-3 | ブリテン・ハート         | アメリカ合衆国 | BKFC: KnuckleMania |
| テンプレート |               |      |       |         |                          |                |                    |

## 表彰
- ブラジリアン柔術 青帯
- UFC ファイト・オブ・ザ・ナイト（1回）
- UFC パフォーマンス・オブ・ザ・ナイト（1回）